# Sidney De Paris
Sidney De Paris (Crawfordsville, 30 mei 1905 - New York, 13 september 1967) was een Amerikaanse jazztrompettist van de New Orleans Jazz en swing.

## Carrière
Sidney De Paris speelde van 1926 tot 1931 bij de Paradise Ten van Charlie Johnson, vervolgens bij de McKinney's Cotton Pickers en van 1932 tot 1936 en 1939 met Don Redman. Hij nam in 1939 op met Jelly Roll Morton, speelde van 1939 tot 1941 met Zutty Singleton, in 1940/1941 met Benny Carter en in 1941 met Art Hodes. In 1939 nam hij deel aan de 'Panassié Sessions' in Parijs met Sidney Bechet, Mezz Mezzrow en Tommy Ladnier, met wie hij ook in 1940 opnam. In 1944 nam hij ook op als leider voor Blue Note Records en Commodore Records en in 1951 weer voor Blue Note Records. Hij is de broer van de trombonist en componist Wilbur De Paris (1900-1973), met wiens New New Orleans Jazz Band hij vanaf 1947 constant optrad. Tijdens de jaren 1960 beëindigde hij om gezondheidsredenen zijn carrière.

## Overlijden
Sidney De Paris overleed op 13 september 1967 op 62-jarige leeftijd.

## Discografie

### Compilatie
- The Complete Edmond Hall, James P. Johnson, Sidney De Paris & Vic Dickenson Blue Note Sessions (Mosaic - 1985?) 6 LP's met Vic Dickenson, Edmond Hall, James P. Johnson, Jimmy Shirley, John Simmons, Sid Catlett, Jimmy Archey, Omer Simeon, Pops Foster - verdere details van deze compilatie bij Edmond Hall, James P. Johnson en Vic Dickenson

- Bibliothèque nationale de France: cb13893184p (data)
- Gemeinsame Normdatei: 134855965
- International Standard Name Identifier: 0000 0000 7364 3059
- Library of Congress Control Number: n91049777
- MusicBrainz: 6981867e-810d-4a16-96cf-8dfbc734a477
- Istituto Centrale per il Catalogo Unico: LO1V272929
- SNAC: w61j9xm9
- Virtual International Authority File: 14958025
- WorldCat: E39PBJtxgttmXCKrwVwFqWxVYP